# ヴィロフレー
ヴィロフレー （Viroflay）は、フランス、イル＝ド＝フランス地域圏、イヴリーヌ県のコミューン。

## 地理
南はフォース・ルポズの森と、北はムードンの森と接する。パリに近いが、コミューン面積の約40%が森林で、最も森林面積の多いコミューンの1つである。現在は暗渠化されているマリヴェル川の谷に面積の一部が含まれる。コミューンの標高は全般的に急である。北にあるヴィル＝ダヴレーとは、フォース・ルポズの山林の山道で唯一往復が可能である。ヴェリジー＝ヴィラクブレーの高原は、険しい道を介し、ムードンの森を横断してヴィロフレーとつながる。近接する4つのコミューンとは森を介して往来が可能で、パリからわずか6.5kmしか離れていないのに非常に珍しい。
まちはシャヴィル、ヴェリジー＝ヴィラクブレー、ヴェルサイユ、ヴィル＝ダヴレーと接している。
まちはパリ-ヴェルサイユ間を走る県道10号線が横断し、市内の重要な交通の動脈となっている。ヴィロフレーはその領域内にフランス国鉄の駅が3箇所あるという珍しいコミューンである

## 由来
1162年にラテン語化されたvilla Offleniとして記された。古いフランス語でvillとはvilla rustica、すなわち農村を意味し、続いてゲルマン人の人名Offilin またはOodfinnus、そして-flé が付く。

## 歴史
中世、ヴィロフレーの土地はオテル・デュー・ド・パリ（病院）の修道士たちの所有であった。
16世紀に教区が置かれ、ヴィロフレーは1695年に王室によって買収され、シャヴィル領主であるルーヴォワ侯爵未亡人へ授けられた。彼の息子は王の戦争大臣となった。彼はテュレンヌの死後、王軍の長となった。ルイ14世はヴィロフレーを王室の猟場に編入した。ヴィロフレーはその後、ムードンの城を所有していたグラン・ドーファンのものとなった。貴族の一部は、豊かな森の近くに別荘を建てた。教区はフランス革命まで王領であった。
ルイ14世、ルイ15世、ルイ16世王の時代、ヴィロフレーはパリとヴェルサイユ間を宮廷と王軍が横断する唯一の教区であった。17世紀から19世紀まで、ふんだんに水があり、宮廷やヴェルサイユに近いヴィロフレーでは洗濯産業が盛んであった。
革命前、パリから追放され、経由地のサン・マルタン・ド・レ（レ島）からフランス領ギニアのカイエンヌへ流刑にされた者たちは、レキュ・ド・フランス（L'Écu de France、かつてパリとヴェルサイユ間を走った早馬）と同じく早くは王の恩赦を受けることができなかった。「神の恵み」（Grâce de Dieu）を期待できなかった彼らは、ヴィロフレーの地にその名をつけた。
1839年、鉄道路線が敷かれ、ヴィロフレー・リヴ・ドロワット駅ができた。その後、1840年と1902年に、ヴィロフレーはヴェルサイユとパリに接続された。

## 交通
- 道路 - A86
- 鉄道 - トランジリアンL線のヴィロフレー・リヴ・ドロワット駅。ヴィロフレー・リヴ・ゴーシュ駅からRER C線でアンヴァリッド駅へ、またトランジリアンN線でモンパルナス駅へ行くことができる。RER C線のシャヴィル・ヴェリジー駅は、実際にはヴィロフレーの領域内にある。

## 人口統計
| 1962年 | 1968年 | 1975年 | 1982年 | 1990年 | 1999年 | 2006年 |
| ------ | ------ | ------ | ------ | ------ | ------ | ------ |
| 16004  | 16352  | 15696  | 14074  | 14689  | 15205  | 16064  |

参照元:1962年までEHESS、1968年以降INSEE · 

## 出身者
- ジャン・フランソワ・カーン - ジャーナリスト

## 姉妹都市
- ハスロホ、ドイツ
- ブラッチャーノ、イタリア
- コロカニ、マリ共和国
- カルカヴェロス、ポルトガル